# Diego Arjona
Diego Arjona (31 de julio de 1978, Algeciras, España) combina su labor como cómico y realizador de cine con su faceta de actor y guionista.

## Carrera
Arjona comenzó a realizar sus pinitos en la interpretación en el Aula Municipal de Teatro de la FMC José Luis Cano de Algeciras, donde empezó también a realizar pequeños cortometrajes con los compañeros del aula y otros amigos. De esta temprana época resultaron cortometrajes como Te quiero y Psilicone Killer.
Posteriormente y tras finalizar sus estudios en Magisterio, marcha hacia Madrid con la intención de cursar estudios cinematográficos, matriculándose en la escuela de cine y televisión Septima Ars, finalizando 3 años más tarde sus estudios y obteniendo su diploma en dirección y realización de cine y televisión. 
Durante estos 3 años, son tres los cortometrajes que Arjona lleva a la práctica. El primero fue Chanquete ha muerto su primer cortometraje en formato de cine y que contó con la colaboración especial de Agustín González, papel que tristemente resultó ser su última interpretación para la gran pantalla. Dicho cortometraje obtuvo el segundo premio en el Festival Internacional del Cortometrajes de San Roque (Cádiz).
A la par de este cortometraje, se inicia el rodaje de Ultimátum, de temática fantástica, basado en un relato corto del autor algecireño Ángel Gómez Rivero. Consiguió ser finalista en el certamen de cortometrajes de la Semana Internacional de Cine Fantástico y de Terror de Estepona (Málaga).
Para completar esta etapa y como proyecto fin de carrera, rueda en la localidad madrileña de Alcalá de Henares Once upon a time... una cinta que homenajea a uno de sus cineastas favoritos, Sergio Leone.
Una vez finalizado sus estudios audiovisuales, emprende Arjona una nueva etapa dentro del humor, más concretamente en el stand up o monólogo. Su primer espectáculo se tituló ¡Vamos... digo yo! y fue representado en más de 100 ocasiones por toda la geografía española. Tras varios meses decide ampliar el espectáculo, que pasa a llamarse ¡Vamos... digo yo! Sin gluten y bajo en lactosa. Participa con él en varios certámenes de humor y en algunos de ellos se alza con el primer premio, como es el caso del II Certamen de Monólogos de Santa Pola (Alicante) y el II Concurso de Monólogos de Madrid Club (Madrid).
Nuevamente vuelve al cine, esta vez para rodar el cortometraje Acuérdate de mí interpretado, entre otros, por Diana Palazón y Antonio Zabálburu, ambos conocidos por su paso en la serie Hospital Central. El cortometraje obtuvo el premio a mejor cortometraje de ficción en el festival de cine de Torrecastilnovo (Conil de la Frontera, Cádiz).
Además de participar en El club del chiste junto a Anabel Alonso en Antena 3 TV, ha hecho dos cortometrajes: Exitus cinta de humor absurdo en la línea de películas como Airplane!; así como su secuela. Exitus 2-Albacete 0, que cuenta con la colaboración especial de Martina Klein, Ismael Beiro y un numeroso grupo de humoristas de la factoría Paramount Comedy, como Juan Solo, Toni Rodríguez, Luismi, Micky MacPhantom, Hovik, Juan Aroca, Salomón.
En 2013 empieza a colaborar en la revista ACCION Cine-Vídeo-Tele con una sección que aborda el cine de la década de los 80.